# Felicità tà tà/Ma che sera
Felicità tà tà/Ma che sera è un 45 giri promozionale della cantante pop italiana Raffaella Carrà, pubblicato nel 1974 dall'etichetta discografica CGD.

## Il disco
Ristampato un mese dopo sostituendo il lato B con la canzone Il guerriero, catalogo CGD 2731 (El guerrillero nei mercati internazionali - CBS 4140), che è la versione ufficiale inserita nella discografia della cantante, raggiungerà, grazie al suo lato A, al massimo la quarta posizione nella classifica settimanale dei singoli più venduti nel 1974.
Fotografia di copertina di Chiara Samugheo.

## Ma che sera
Lato b del disco, proveniente dall'album finto live Raffaella... Senzarespiro del 1972, poi sostituito dal brano Il guerriero estratto dall'album Felicità tà tà. Il brano è una cover del brano Stagger Lee di Wilson Pickett.

## Tracce
Edizioni musicali Sugar Music.
Lato A
1. Felicità tà tà[4] – 3:04 (testo: Gianni Boncompagni, Dino Verde – musica: Gianni Boncompagni, Paolo Ormi)

Lato B
1. Ma che sera[5] – 3:44 (Gianni Boncompagni)

## Classifiche
| Classifica (1974) | Posizione raggiunta |
| ----------------- | ------------------- |
| Italia            | 4                   |